# Olof Zetterström
Olof Turesson Zetterström, född 16 november 1913 i Malmö Sankt Pauli församling, död 10 april 2005 i Bromma, var en svensk ingenjör och utredare.
Olof Zetterström var son till marindirektören Bror Ture Zetterström och Brita, ogift Lagerholm, och var äldre bror till dykpionjären Arne Zetterström. Efter studentexamen i Stockholm 1932 studerade han vid Kungliga tekniska högskolan (KTH) och tog examen där 1936. Han blev förste assistent vid KTH 1937, var ingenjör vid Kooperativa Förbundet (KF) 1938–1942 sedan vid AB Stockholms Spårvägar 1942–1966 och var förste ingenjör vid AB Storstockholms Lokaltrafik från 1967. Han gjorde utredningsppdrag i Peru 1966.
Han gifte sig första gången 1940 med Ann-Mari Wadsjö (1922–1965), dotter till arkitekten Harald Wadsjö och Anna Nordeman, samt andra gången 1966 med första hustruns halvsyster dessinatören Ulla Cyrus-Zetterström (1913–2017), dotter till disponenten Wilhelm Cyrus och Anna Nordeman. Han hade barnen Birgitta (född 1941), Jan-Peter (född 1943), Erik (född 1946) och Harald (född 1950). Olof Zetterström är begravd på Nynäs gårds begravningsplats.